# Schönwipfel (1913 m)
Der Schönwipfel, italienisch Cima Bella,  ist ein 1913 m ü. A. respektive 1912 m s.l.m. hoher Gipfel des östlichen Karnischen Hauptkamms bei Vorderberg und Ugovizza.

## Lage und Landschaft
Die schöngeformte dreikantige Pyramide liegt zwischen Gailtal und Kanaltal an der österreichisch-italienischen Grenze, etwa 16 Kilometer westlich des Endes der Bergkette bei Thörl-Maglern.
Aus dem Gailtal ist sie etwas hinter dem Westkamm des Starhand (1965 m ü. A.) versteckt.
Der Grasberg erhebt sich knapp über die Waldgrenze.
Der Hauptkamm läuft westwärts über den Kesselwaldsattel (Sella della Caldera, 1477 m ü. A.) und zum Schwarzwipfel (ca. 1740 m ü. A.) und nordwärts zum Poludnig (1999 m ü. A.) weiter, und ostwärts über die Zollhütte (Scharte beim Kalten Brunnen, Forcola di Fontana fredda, 1692 m ü. A.) zum Sagran (1931 m ü. A.). Nördlich unterhalb liegt die Uggowitzer Alm (ca. 1730 m ü. A.) und der Kesselwald. Südlich steht gleich der Monte Cocco (Kok, 1941 m s.l.m.), der Grat läuft über den Stabet (1627 m ü. A.) in das Kanaltal.
Politisch gehört der Gipfel zur Kärntner Gemeinde Sankt Stefan im Gailtal, und zu Malborghetto Valbruna im Friaul. Um sie nicht zu verwechseln, wird der etwas niedrigere Schönwipfel/Monte Acomizza bei Feistritz, 6 Kilometer weiter östlich ortsüblich auch Achomitzer Berg genannt.
Unterhalb der recht steilen Nordflanke fließt der Vorderberger Wildbach, erst ostwärts und dann um Starhand und die Görtschacher Alm herum zur Gail, einem Nebenfluss der Drau zur Donau. Im Südosten geht der Torrente Tamer zum Torrente Uqua (Uggwa), der bei Ugovizza in die Fella mündet. Südwestlich geht der Rio Auernig in das Valle di Malborghetto und dort zur Fella, die über den Tagliamento zur Adria entwässert. Damit gehört der Gipfel zur Wasserscheide Mittelmeer–Schwarzes Meer.

## Besteigung
Der Berg kann von allen Seiten und Talorten leicht bestiegen werden. Der Südalpenweg (03) geht unterhalb durch den Kesselwald und über die Görtschacher Alm.
Der Gipfel ist auch eine leichte Wintertour.